# Daniel Yule
Pour les articles homonymes, voir Yule (homonymie).
Daniel Yule, né le 18 février 1993 à Martigny (Valais), est un skieur alpin suisse spécialisé dans le slalom.
Il est champion olympique du Team Event à PyeongChang en 2018 et champion du monde du Team Event à Åre en 2019.
Généralement considéré comme le meilleur slalomeur suisse de tous les temps, il est le slalomeur suisse comptant le plus de victoire en coupe du monde avec sept succès.

## Biographie
Daniel Yule naît le 18 février 1993 à Martigny dans le canton du Valais. Il est originaire de La Fouly. Son père est anglais et sa mère écossaise et il est le cadet d’une fratrie de trois enfants.
Il passe sa jeunesse dans le Val Ferret en Valais. Il a étudié au collège de Saint-Maurice.
Il commence à skier très jeune et participe à ses premières courses de ski dès l'âge de 5 ans.

## Carrière sportive
En 2008, il remporte trois fois le championnat de Suisse OJ et deux fois le championnat britannique junior. Il est naturalisé afin d'être inclus dans l'équipe suisse juniors. Il se spécialise dans les disciplines techniques du slalom et du slalom géant. En janvier 2011, il prend part à la coupe d'Europe. Un mois plus tard, il remporte sa première course FIS en slalom à Val d'Isère.[réf. nécessaire]
Le 16 janvier 2012, Daniel Yule obtient ses premiers points en coupe d'Europe lors du slalom de Méribel. Six jours plus tard, il fait ses débuts en coupe du monde en participant au slalom de Kitzbühel, mais il ne parvient pas à se qualifier pour la seconde manche. À la fin de la saison, il est sacré champion suisse juniors de slalom.
Lors de la saison 2012-2013, il se place régulièrement dans le top 10 en coupe d'Europe. Le 4 décembre 2013, il remporte sa première course de coupe d'Europe lors du slalom de Vemdalen. Il marque aussi ses premiers points de coupe du monde le 6 janvier 2014 en terminant 17e du slalom de Bormio en Italie. Le 24 janvier 2014, il réussit son meilleur résultat en coupe du monde avec une 7e place au slalom à Kitzbühel, se qualifiant pour la même occasion pour les Jeux olympiques de Sotchi, où il sera disqualifié pour avoir enfourché la première porte en deuxième manche. Au terme de la saison 2013-2014, il remporte le classement général de la coupe d'Europe de slalom, devant le Britannique Dave Ryding et le Suisse Reto Schmidiger, et termine 27e de la Coupe du monde de slalom.
Lors de la saison 2014-2015, il participe aux 10 slaloms de la saison de Coupe du monde, parvenant à marquer des points à huit reprises, dont trois fois dans les dix premiers, et connaissant par deux fois l’élimination en première manche. Il se classe au 16e rang final de la Coupe du monde de slalom, avec 153 points. Il participe également au slalom des championnats du monde de ski alpin 2015, lors duquel  il est éliminé. En parallèle, il dispute la Coupe d’Europe de slalom, où il termine à la 4e place finale avec 329 points, derrière l’Italien Riccardo Tonetti, le Britannique David Ryding et le Suisse Bernhard Niederberger. Dans cette catégorie, il remporte deux épreuves à Chamonix et en montant sur le podium à Pozza di Fassa.
En janvier 2018, il finit troisième coup sur coup des prestigieux slaloms de Kitzbühel et Schladming, signant ses deux premiers podiums en Coupe du monde. Le 24 février 2018, lors des Jeux olympiques de PyeongChang, il remporte la médaille d'or de la nouvelle épreuve du Team Event, avec l'équipe de Suisse aux côtés de Denise Feierabend, Wendy Holdener, Luca Aerni et Ramon Zenhäusern, sur une victoire en finale face à la formation autrichienne.
Le 22 décembre 2018, Daniel Yule profite des sorties de piste de Marcel Hirscher et Henrik Kristoffersen dans la deuxième manche du slalom pour remporter sa première victoire en Coupe du monde à Madonna di Campiglio, premier skieur suisse à s'imposer en slalom après Marc Gini à Reiteralm en novembre 2007.
Lors des championnats du monde 2019, il remporte, avec Wendy Holdener, Andrea Ellenberger, Aline Danioth, Ramon Zenhäusern et Sandro Simonet le titre de champion du monde par équipe.
Au cours de l'hiver 2019-2020, Daniel Yule signe deux victoires consécutives : à Madonna di Campiglio comme l'année précédente, puis le 12 janvier, sur la Chuenigsbärgli d'Adelboden après avoir réalisé  les deux fois le meilleur temps de la première manche. Il remporte une troisième victoire dans l'hiver en s'imposant en bas de la Ganslern à Kitzbühel le 26 janvier. Il devient, en outre, le meilleur slalomeur suisse de tous les temps en étant le seul à avoir décroché quatre victoires de Coupe du Monde.
Le 4 février 2024, Yule remporte le slalom de Chamonix. Trentième de la première manche, il s'élance en premier lors de la deuxième manche dont il établit le meilleur temps et remporte la course. Au fil de cette seconde manche, les skieurs qui s'élancent avec une piste dont la qualité se dégrade en raison des températures « nettement positives » n'arrivent pas le dépasser. Le Suisse devient le premier skieur à remporter un slalom de Coupe du monde en étant classé aussi loin en première manche,.

## Palmarès

### Jeux olympiques
| Édition / Épreuve   | Slalom | Par équipes |
| ------------------- | ------ | ----------- |
| JO 2014 Sotchi      | DSQ    | -           |
| JO 2018 Pyeongchang | 8e     | Or          |
| JO 2022 Pékin       | 6e     | -           |

### Championnats du monde
| Édition / Épreuve                 | Slalom  | Par équipes |
| --------------------------------- | ------- | ----------- |
| Mondiaux 2015 Vail - Beaver Creek | DNF     | -           |
| Mondiaux 2017 Saint-Moritz        | DNF     | 4e          |
| Mondiaux 2019 Åre                 | Abandon | Or          |
| Mondiaux 2021 Cortina             | 5e      | —           |
| Mondiaux 2023 Courchevel-Méribel  | 24e     | —           |

### Coupe du monde
- Meilleur classement général : 12e en 2018-2019 ;
- 17 podiums dont 7 victoires.
- 2 victoires en Team Event

- 1re course : 22 janvier 2012, slalom de Kitzbühel, DNF1 ;
- 1er top30 : 6 janvier 2014, slalom de Bormio, 17e ;
- 1er top10 : 24 janvier 2014, slalom de Kitzbühel, 7e ;
- 1er podium (en individuel) : 21 janvier 2018, slalom de Kitzbühel, 3e ;
- 1re victoire (par équipe) : 18 mars 2016, parallèle par équipe de St-Moritz ;
- 1re victoire (en individuel) : 22 décembre 2018, slalom de Madonna di Campiglio ;

| Saison/Classement | Général | Général | Slalom | Slalom | Slalom géant | Slalom géant |
| Saison/Classement | Class.  | Points  | Class. | Points | Class.       | Points       |
| ----------------- | ------- | ------- | ------ | ------ | ------------ | ------------ |
| 2013-2014         | 88e     | 50      | 27e    | 50     | -            | -            |
| 2014-2015         | 51e     | 153     | 16e    | 153    | -            | -            |
| 2015-2016         | 50e     | 201     | 13e    | 201    | -            | -            |
| 2016-2017         | 34e     | 259     | 11e    | 259    | -            | -            |
| 2017-2018         | 22e     | 370     | 5e     | 370    | -            | -            |
| 2018-2019         | 12e     | 551     | 3e     | 551    | -            | -            |
| 2019-2020         | 13e     | 495     | 3e     | 495    | -            | -            |
| 2020-2021         | 50e     | 175     | 16e    | 169    | 55e          | 6            |
| 2021-2022         | 24e     | 283     | 6e     | 283    | -            | -            |
| 2022-2023         | 17e     | 401     | 4e     | 401    | -            | -            |
| 2023-2024         | 29e     | 288     | 7e     | 288    | -            | -            |

| Saison / Épreuve | Slalom                                   | Total |
| ---------------- | ---------------------------------------- | ----- |
| 2018-2019        | Madonna di Campiglio                     | 1     |
| 2019-2020        | Madonna di Campiglio Adelboden Kitzbühel | 3     |
| 2022-2023        | Madonna di Campiglio Kitzbühel           | 2     |
| 2023-2024        | Chamonix                                 | 1     |
| Total            | 7                                        | 7     |

### Coupe d'Europe
- Vainqueur du classement du slalom en 2014.
- 8 podiums, dont 4 victoires (en slalom).

| Saison/Classement | Général | Général | Slalom | Slalom |
| Saison/Classement | Class.  | Points  | Class. | Points |
| ----------------- | ------- | ------- | ------ | ------ |
| 2011-2012         | 135e    | 41      | 51e    | 41     |
| 2012-2013         | 89e     | 94      | 33e    | 94     |
| 2013-2014         | 10e     | 378     | 1er    | 378    |
| 2014-2015         | 15e     | 329     | 4e     | 329    |
| 2015-2016         | 173e    | 12      | 81e    | 12     |
| 2016-2017         | 60e     | 160     | 15e    | 160    |

### Championnats du monde junior
| Édition / Épreuve       | Descente | Super G | Slalom |
| ----------------------- | -------- | ------- | ------ |
| Mondiaux 2012 Roccaraso | DNF      | 20e     | DNF    |
| Mondiaux 2014 Jasná     | -        | -       | Bronze |

### Championnats de Suisse
Champion de slalom 2016